# هرشباخ
هرشباخ (به آلمانی: Hörschbach) یک رود در آلمان است که در بادن-وورتمبرگ واقع شده‌است.